# Trigueros del Valle
Trigueros del Valle és un municipi de la província de Valladolid a la comunitat autònoma espanyola de Castella i Lleó.

## Demografia
| 1991 | 1996 | 2001 | 2004 |
| ---- | ---- | ---- | ---- |
| 279  | 282  | 317  | 336  |

## Personatges il·lustres
- Fernando Martín Álvarez. President de Martinsa-Fadesa